# Summit Air
Summit Air est une compagnie aérienne canadienne dont le siège social se trouve à Yellowknife et qui exploite des vols réguliers, des vols charters et des vols de fret dans les territoires du Nord-Ouest, au Nunavut et au Yukon.

## Historique
Summit Air a débuté à Atlin, en Colombie-Britannique, en 1987.
En janvier 2001, la base d'opérations a été déplacée à Yellowknife.
Le 1er juin 2009, le Ledcor Group of Companies devient partenaire.
En août 2012, Summit a fait l'acquisition d'Arctic Sunwest Charters.